# Nossa Senhora da Ajuda
Nossa Senhora da Ajuda es una freguesia caboverdiana del municipio de Mosteiros.

## Geografía
La freguesia abarca parte de la isla de Fogo.

## Organización territorial
La freguesia contaba en 2021 con 8062 habitantes distribuidos en las entidades de población de:

### Ciudad
- Igreja

### Localidades
- Achada Grande
- Atalaia
- Corvo
- Cova Feijoal
- Cutelo Alto
- Fajãzinha
- Feijoal
- Mosteiros Trás
- Pai António
- Relva
- Ribeira do Ilhéu
- Rocha Fora